# پنهان (مجموعه تلویزیونی ۲۰۱۱)
پنهان (انگلیسی: Hidden) یک مجموعهٔ تلویزیونی بریتانیایی ۴ قسمتی است که در سال ۲۰۱۱ از شبکهٔ بی‌بی‌سی وان پخش شد.

## بازیگران
- فیلیپ گلنیستر
- تکلا رویتن
- دیوید سوشی
- توماس کریگ
- آنا چنسلر
- اندرو اسکاربرو
- پال ریتر
- پیتر گینس
- ریچارد دورمر
- کریستوفر فیربنک
- بنجامین اسمیت